# Open Badges
Mozilla Open Badges (Open Badge Infrastructure или OBI) проект является программой Mozilla, которая выдает цифровые мини-дипломы, для аттестации навыков и достижений. Структура бейджей показывает реальные достижения и навыки, получение которых могут помочь в будущей карьере и способствовать в образовании. ОБИ позволяет эмитентам и разработчикам создавать бейджи, так же позволяет онлайн обучающимся выбирать множество различных путей развития.

## Назначение значков «бейджей»
Значки, выпущенные в рамках проекта Open Badges являются цифровыми показателями навыков и знаний, полученных в учебной аудитории или за её пределами. Open Badges отличаются от чисто визуальных представлений значков тем, что они содержат метаданные, указывающие на эмитент бейджа, его критерии, и прочую информацию, которые жестко закодированы в самом файле изображения. Технология поддерживает широкий диапазон типов бейджей, разработанных в сотрудничестве с эмитентом значка. Бейджи могут указывать на «профессиональные навыки», такие как компьютерное программирование, а также «внутренние знания», как сотрудничество, или «новые навыки», как социальных медиа и Web 2.0 темы. Они могут выпускаться при помощи традиционных образовательных учреждений, профессиональных объединений, общественных учебных организаций, внешкольных программ и Интернет-инициатив (включая MOOCs).

## Эмитенты «бейджей»
NASA, Disney-Pixar, 4-H и DigitalMe разработали значки для работы с проектом Open Badges . Способность выдавать бейджи была интегрирована в TotaraLMS для версии 2.4, в Moodle 2.5 и в Blackboard версии Service Pack 12. Кроме того Mozilla, заявила, что PBS, P2PU, Intel и Департамент Образования США планируют выпускать бейджи через проект Open Badges.

## Техническая информация
- OBI построена в node.js
- Значки представлены в форме данных JSON
- Управление осуществляется с помощью Mozilla Persona